# Myrne (Odessa)

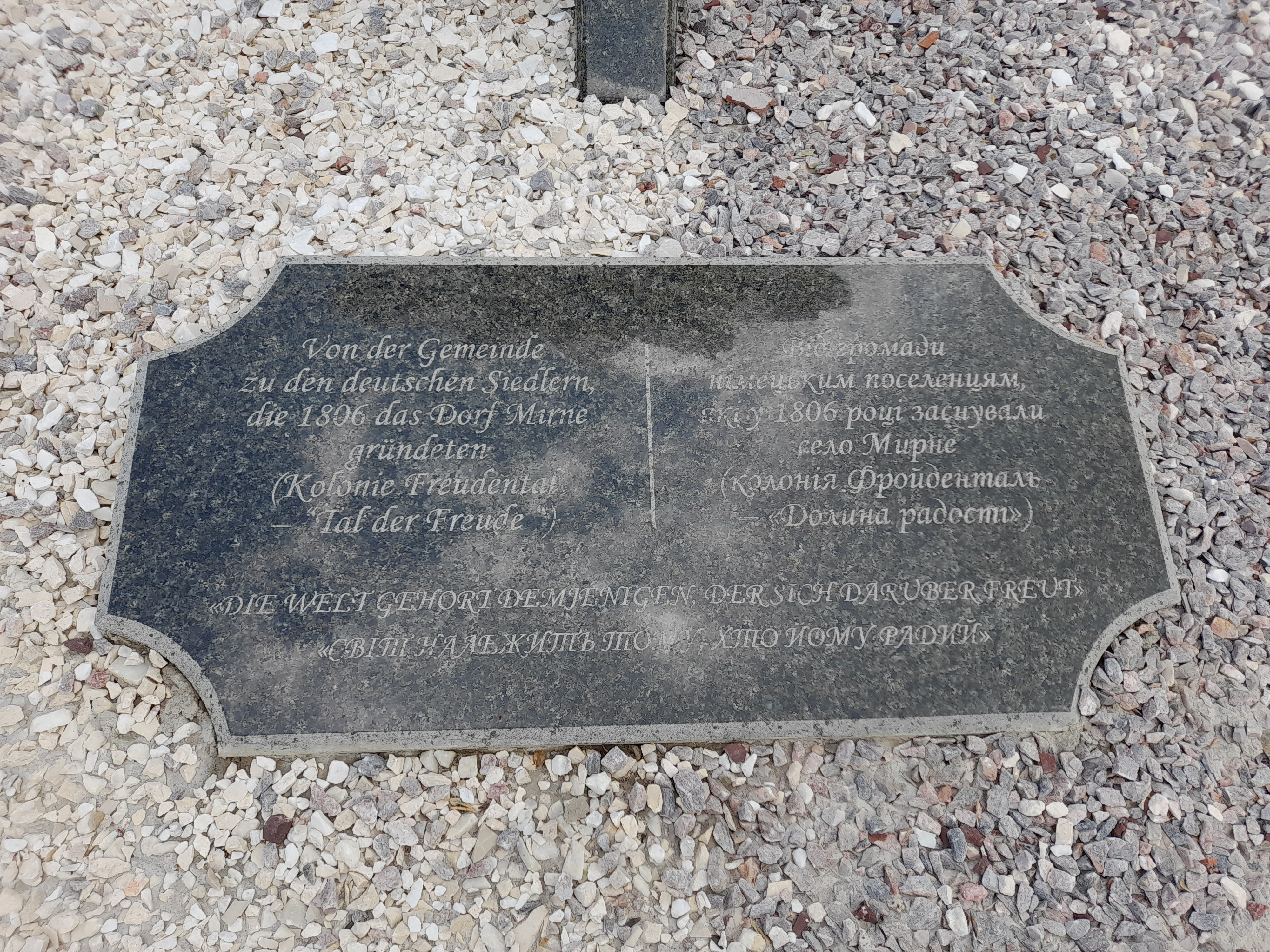
Gedenkstein für die Gemeindegründer

Myrne (ukrainisch Мирне; russisch Мирное Mirnoje; früherer deutscher Name Freudental) ist ein Dorf im Süden der Ukraine im Rajon Odessa in der Oblast Odessa mit etwa 2250 Einwohnern.

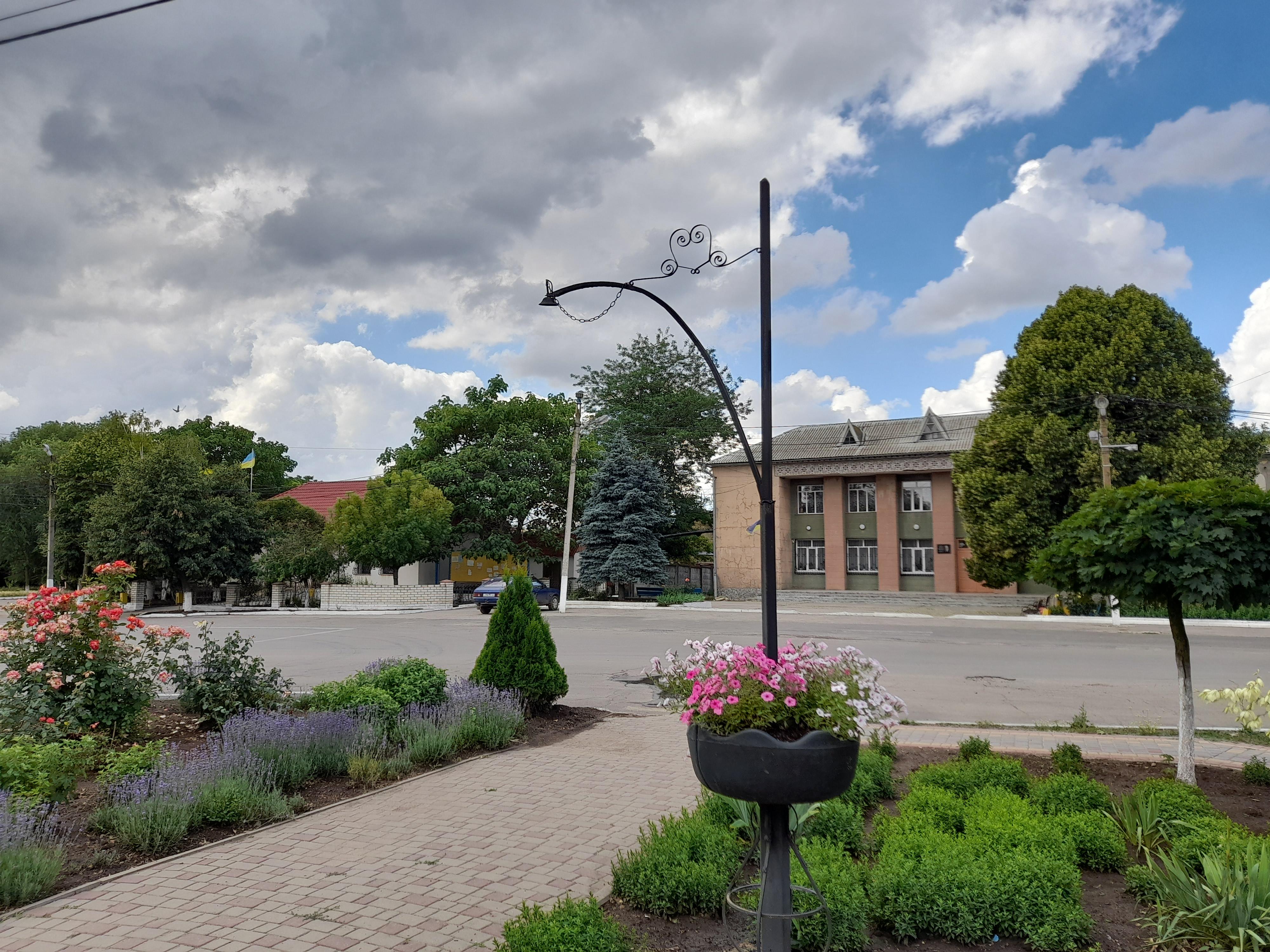
Blick in den Ort

Am 6. September 2019 wurde das Dorf ein Teil der Stadtgemeinde Biljajiwka; bis dahin bildete es zusammen mit dem Dorf Schyroka Balka (Широка Балка) die Landratsgemeinde Myrne (Мирненська сільська рада/Myrnenska silska rada) im Süden des Rajons Biljajiwka.
Am 17. Juli 2020 wurde der Ort Teil des Rajons Odessa.

## Geschichte
Die deutsche Kolonie Freudenthal wurde 1805 am rechten Ufer des Flusses Baraboj (ukr. Барабой) von ungefähr 36 Kolonistenfamilien aus dem Elsass und aus der Pfalz, welche über Ungarn kamen, besiedelt.

Freudenthal hatte eine eigene evangelisch-lutherische Kirche, zu der Petersthal, Franzfeld, Neu Freudenthal und Carlsthal gehörten.